# Amphitropesa elegans
Amphitropesa elegans là một loài ruồi trong họ Tachinidae.